# Zorro, the Gay Blade
Zorro, The Gay Blade, también conocida como Estos zorros locos, locos, locos en España, La última locura del zorro y El zorro rosa o Zorro, la espada gay en Argentina,  es una película cómica del año 1981 basada en el personaje El Zorro de Johnston McCulley. El actor estadounidense George Hamilton interpretó los papeles de los hijos de Don Diego de la Vega/El Zorro: Diego Vega jr y del hermano gemelo del mismo, Ramón Vega. El cual fue referenciado en The joker siendo unas de las películas en el cartel del cine en el cual mataron a Martha Wayne (personaje) y Thomas Wayne, los padres de Batman al final de la película.

## Trama
Encontrándose en una villa de Madrid, España Don Diego de la Vega jr está con una mujer casada en la cama cuando ambos son sorprendidos por 'García', el esposo de ella. Don Diego pelea con la espada contra García y sus cinco hermanos. Durante la batalla Paco, el sirviente mudo de Don Diego, le lee a él (por medio de señas) el contenido de una carta enviada por su padre, Don Diego de la Vega senior. El padre de Diego le pide a su hijo que vuelva a California. Diego y Paco escapan del lugar al saltar desde un muro alto hacia un carruaje. 
Diego y Paco llegan a Los Ángeles y se encuentran con Esteban, un amigo de la infancia de Diego. Esteban es capitán de la guarnición local y está casado con Florinda, por la que Diego y Esteban rivalizaron cuando ambos eran chicos. Esteban les informa a ellos sobre la muerte del padre de Diego. El padre de Diego murió en un accidente de equitación cuando una tortuga asustó a su caballo. Esteban está ejerciendo temporalmente el cargo, dejado por el padre de Diego, de alcalde del pueblo; hasta que uno nuevo sea escogido en una reunión con los terratenientes del lugar.
En la reunión de los terratenientes cada uno de ellos se presenta y menciona el lugar donde vive.  Los dones presentes son los siguientes: 
- Don Diego de San Fernando.
- Don Francisco de San José.
- Don Fernando de San Diego.
- Don José de San Bernardino.
- Don Luis Obispo de Bakersfield.

Al final Esteban es elegido como nuevo alcalde por medio de unas elecciones amañadas. Mientras Esteban da su discurso inaugural en la plaza del pueblo es interrumpido por Charlotte Taylor-Wilson, una acaudalada activista política de Boston. Ella se encuentra con Don Diego y suge una atracción entre ellos pese a las diferencias políticas.
Estando en su villa, Diego recibe una invitación para un baile de disfraces con motivo de la  celebración de la elección de Esteban. En ese día también se le otorga a Diego su herencia; la cual resulta ser la capa, la espada y el sombrero del Zorro. Una nota escrita por su padre le revela la verdad: el  padre de Diego era el Zorro. Don Diego decide que ese traje es el ideal para el baile.
En camino hacia el baile Diego presencia a un supuesto criminal que roba a un aldeano. Diego lo persigue, lo enfrenta y lo derrota. Diego le devuelve el dinero al aldeano y le da instrucciones de esparcir la noticia de que el Zorro ha regresado.
En el baile Don Diego (con su verdadera identidad oculta por el disfraz) danza con Florinda mientras el aldeano entrega la noticia a la gente de afuera sobre el regreso del Zorro. El supuesto ladrón (quien es en realidad Velásquez, el recolector de impuestos del lugar) reporta a Esteban sobre el robo del dinero y señala a Don Diego, quien estaba vestido del Zorro. Sobreviene un duelo y Don Diego huye del lugar al saltar desde un muro alto.  Sin embargo él se lesiona el pie derecho y se va cojeando de ese pie. Sabiendo lo de la herida Esteban y Velásquez planean localizar al Zorro.
Más tarde en esa misma noche Florinda, bajo los efectos de alcohol, trata de seducir a Diego en su habitación. Pero Esteban llega al lugar y comenta acerca de los sucesos de esa noche. Esteban comienza a sospechar que Diego es el Zorro, pero Diego puede convencerlo de que su pie no está lesionado. 
Comienza un reinado del terror que incluye tortura indiscriminada y elevados impuestos. Diego se siente frustrado porque no puede luchar como el Zorro a causa de su herida en el pie. En ese instante aparece Ramón, el hermano gemelo de Diego. Ramón es homosexual y se había unido a la Armada Británica bajo el seudónimo de Bunny Wigglesworth. Diego le cuenta a Ramón lo que ha sucedido hasta ese momento y Ramón acepta ser el Zorro. En su papel del Zorro, Ramón usa un látigo en vez de una espada y se viste con un traje mucho más colorido que el usado por Diego.
Ramón, disfrazado del Zorro, esquiva los intentos de captura por parte de Esteban y de los demás terratenientes. Esteban idea un plan para atraer al Zorro a su residencia y organiza otro baile para mostrar a los invitados el nuevo y costoso collar de Florinda. Adivinando el plan de Esteban Don Diego aparece en el lugar disfrazado del Zorro. Pero los terratenientes y el resto de los invitados masculinos se encuentran igualmente vestidos como el Zorro. Se le informa a Esteban que un misterioso sirviente les había dado instrucciones a todos ellos de usar el traje del Zorro. Por otra parte Ramón se presenta en el baile pero haciéndose pasar por Margarita Wigglesworth, prima de Diego proveniente de Santa Bárbara. Esteban se encuentra encantado con la falsa prima y la llama Wiggy. Ramón logra verter una bebida en el vestido de Florinda. Mientras ella trata de limpiárselo Ramón le quita el collar y se va de allí. 
Ramón regresa con la Marina Británica pero antes le dice a Diego que Charlotte Taylor-Wilson está enamorada del Zorro. Luego Diego y Charlotte se confiesan mutuamente su amor en la plaza. Un hombre al servicio de Esteban ve la escena y se lo cuenta a él. Esteban arresta a Charlotte y la sentencia a muerte a fin de atrapar al Zorro. En el último momento Diego se rinde ante Esteban para salvar a Charlotte y el Zorro es condenado a muerte.
Faltando pocos segundos para que Diego sea fusilado Ramón regresa con el objeto de liberar a su hermano. Junto a Charlotte ellos incitan al campesinado a alzarse contra Esteban. Los guardias de Esteban también se rebelan y aun su propia esposa se vuelve en contra suya. Al final Esteban es vencido. Diego y Charlotte escapan y planean su boda.